# حسین علی نصیف
حسین علی نصیف (انگلیسی: Hussain Ali Nasayyif؛ زادهٔ ۱۹۵۲) دونده سرعت اهل عراق بود.